# Chosse Entouziastov (métro de Moscou)
Chosse Entouziastov (en russe : Шоссе́ Энтузиа́стов et en anglais : Shosse Entuziastov, litt. Chaussée des Enthousiastes) est une station de la ligne Kalininsko-Solntsevskaïa (ligne 8 jaune) du métro de Moscou, située sur le territoire du raïon Sokolinaïa Gora dans le district administratif est de Moscou.

## Situation sur le réseau
Établie en souterrain, à 53 mètres sous le niveau du sol, la station Chosse Entouziastov est située au point 87+72 de la ligne Kalininsko-Solntsevskaïa (ligne 8 jaune), entre les stations Perovo (en direction de Novokossino), et Aviamotornaïa (en direction de Tretiakovskaïa).